# Anton Adam Bachschmid
Johann Anton Adam Bachschmid (* 11. Februar 1728 in Melk; † 29. Dezember 1797 in Eichstätt) war ein österreichisch-deutscher Komponist.

## Leben
Anton Adam Bachschmid wurde am 11. Februar 1728 in Melk (Niederösterreich) als Sohn von Michael Bachschmid (* 1690 in Melk; † 1730 ebenda) geboren. Bereits sein Vater war Türmermeister (Posaunist) in Melk, verstarb aber bereits kurz nach der Geburt seines Sohnes. Anton Adam Bachschmid wuchs bei seinem Stiefvater Joseph Plaimschauer auf, der ebenfalls Türmermeister in Melk war. Dort erhielt er im Konvikt des Stifts Melk seine musikalische Ausbildung und übernahm dann im Jahre 1751 die Stelle seines Stiefvaters.
Etwas später verließ er seine Heimat und war im Jahr 1753 im Hochstift Würzburg vermutlich als Posaunist angestellt. Noch in diesem Jahr bewarb er sich im Hochstift Eichstätt und wurde als Geiger in das Orchester des Eichstätter Fürstbischofs Raymund Anton von Strasoldo aufgenommen. In seinem Bewerbungsschreiben gab er an, viele Instrumente zu beherrschen, wie etwa Posaune, Waldhorn, Violine, Cello und die Traversflöte.
Bis zu seiner Ernennung zum Konzertmeister von Eichstätt im Jahre 1769 komponierte er nun viele Konzerte und unter anderem seine 14 Oboenkonzerte. Nach einem Streit mit dem Bischof von Eichstätt verließ der bisherige Hofkapellmeister Girolamo Mango die Stadt. Daraufhin wurde Anton Adam Bachschmid im Jahr 1773 zu dessen Nachfolger ernannt. Anders als Mango, sollte Anton Adam Bachschmid das Amt des Hofkapellmeisters von Eichstätt nun 25 Jahre innehaben.
Seine Zeit in Eichstätt wurde lediglich durch einen Studienaufenthalt in Italien unterbrochen, was wohl dazu führte, dass er seinen Namen später mit Antonio angab. Abgesehen von einigen weiteren Reisen, verbrachte er den Rest seines Lebens in Eichstätt. Anton Adam Bachschmid wurde 1791 zum Hochfürstlichen Rat in Eichstätt erhoben, er starb wenige Jahre später im Alter von 69 Jahren am 29. Dezember 1797.
Auch nach seinem Tod war er immer noch so bekannt, dass seine A-Dur-Messe in der Ansbacher St. Gumpert-Kirche zu Ehren des Geburtstages Napoleons am 15. August 1806 aufgeführt wurde. Einige Musiklexika im 19. Jahrhundert erwähnten ihn noch, beispielsweise Lipowsky 1811, Gaßner 1849 und Schladebach 1856, danach geriet er jedoch in Vergessenheit.

## Werke
Es wird vermutet, dass die Kompositionslehre des Musiktheoretikers Joseph Riepel aus Regensburg einen großen Einfluss auf Anton Adam Bachschmid hatte. Seine Werke zeigen eine Nähe zu den Wiener Klassikern. Seine Rondosätze sind gelegentlich ausgedehnter als bei Mozart oder Haydn, z. B. beim F-Dur-Violinkonzert. Die Mittelsätze seiner Konzerte sind voller rokokohafter Umspielungen. Bachschmids Fagottkonzert gilt den Werken Mozarts und Johann Christian Bachs als ebenbürtig.
Bachschmid komponierte zwischen den Jahren 1761 und 1795 zahlreiche geistliche und weltliche Werke. Ein großer Teil seines Gesamtwerks galt der Kirchenmusik, aber er schrieb auch mehrere Opern auf Texte des Wiener Librettisten Pietro Metastasio für den Eichstätter Hof. Vollständig erhalten ist hiervon nur Antigono. Insgesamt hinterließ er ungefähr 230 Werke, darunter Messen, Konzerte, Sinfonien und  Streichquartette.

### Bühnenwerke
- Il re pastore; Libretto: Pietro Metastasio; 1774
- L’eroe cinese; Libretto: Pietro Metastasio; 1775
- La clemenza di Tito; Libretto: Pietro Metastasio; 1776
- Demetrio; Libretto: Pietro Metastasio; Januar 1777
- Antigono; Libretto: Pietro Metastasio; Januar 1778
- Ezio; Libretto: Pietro Metastasio; Januar 1780
- 11 Schuldramen
- 2 Singspiele

### Kirchenmusik
- 24 Messen
- 1 Requiem
- 29 Litaneien
- 13 Vespern
- 34 Offertorien
- 3 Domine
- 9 Psalmen
- 10 Hymnen
- 2 Canti per il corpus christi (Prozessionen)
- 3 Stabat Mater
- 6 Te Deum
- 1 Miserere

### Instrumentalwerke
- 27 Sinfonien
- 1 Ouvertüre
- 1 Serenade
- 6 Streichquartette
- 14 Oboenkonzerte
- 3 Violinkonzerte
- 6 Flötenkonzerte
- 1 Fagottkonzert.